# Fight Club 2
Fight Club 2 (também conhecido como Fight Club 2: The Tranquility Gambit) é a sequência em quadrinhos do romance Fight Club de 1996 de Chuck Palahniuk, com a arte por Cameron Stewart e capas por David Mack.

## Enredo
Dez anos após o final do Fight Club, a sequência é contada a partir da contida perspectiva de Tyler Durden como ele se sente no subconsciente de Sebastian (o nome que o narrador do Fight Club original atualmente, usa). Sebastian continua seu relacionamento disfuncional com Marla e cai em uma mundana rotina da sociedade até Tyler reemergir para causar o caos.

## Publicação
Palahniuk foi convencido a continuar Fight Club em quadrinhos pela colega romancista Chelsea Cain e os escritores de quadrinhos Brian Michael Bendis, Matt Fraction e Kelly Sue DeConnick. Um teaser foi lançado pela Dark Horse Comics para o Free Comic Book Day em 2015, com Fight Club 2 #1 no final de maio do mesmo ano. A série explora o conceito de "segundo pai" de Joseph Campbell, como sendo vital para a viagem do herói, que é algo que sempre fascinou o Palahniuk.
No podcast Orbital In Conversation, Chuck afirmou que ele já está trabalhando no Fight Club 3, que também será em forma de quadrinhos. Ele também confirmou que está trabalhando em uma série de contos originais de banda desenhada, que será exibido como one-shots antes de eventualmente serem coletadas em um único livro.

### Edições
| Título | Data de Lançamento      | Escritor        | Arte            | Colorista    | Capa | Notes                         |
| --- | ----------------------- | --------------- | --------------- | ------------ | --- | ----------------------------- |
| |                         |                 |                 |              | |                               |
| Free Comic Book Day 2015 Fight Club | 2 de maio de 2015       | Chuck Palahniuk | Cameron Stewart | Dave Stewart | David Mack | [ 3 ]                         |
| Um recapitulação da história original (como foi contado no romance, não no filme) contado via flashback enquanto o narrador está em uma instituição mental após os eventos do romance. Sebastian (o narrador de Fight Club) desenvolve uma personalidade dupla chamada Tyler Durden, Que começam juntos o "Fight Club" e, finalmente, o "Project Mayhem", para criar caos sobre a civilização. Sebastian, com a ajuda de sua namorada, é capaz de parar Tyler através de uma tentativa de suicídio fracassada. Contudo, os discípulos de Tyler trabalham na instituição mental onde Sebastian está sendo mantido e prometem que Tyler não vai morrer tão facilmente. |                         |                 |                 |              | | [ 3 ]                         |
| |                         |                 |                 |              | |                               |
| Fight Club 2 #1 | 27 de maio de 2015      | Chuck Palahniuk | Cameron Stewart | Dave Stewart | David Mack Cameron Stewart (variante) Lee Bermejo (variante) Steve Lieber (variante) Paul Pope (variante) Tim Seeley (variante) Chip Zdarsky (variante) Amanda Conner (variante) Joëlle Jones (variante) Rafael Albuquerque (variante) | [ 4 ] [ 5 ] [ 6 ] [ 7 ] [ 8 ] |
| Dez anos após os eventos do primeiro romance, Sebastian e Marla estão casados e tem um filho. Sebastian tem um emprego, em uma empresa empreiteira militar chamada "Rize or Die". Marla ficou cansada da vida suburbana, retomando seu hábito de entrar em grupos de apoio e, finalmente, ressuscita Tyler Durden em tempo integral, substituindo a medicação do marido por placebos para que ela possa ter "um caso com Tyler". No entanto, Tyler tem outros planos e queima a casa da família e, aparentemente, mata seu filho como resultado. |                         |                 |                 |              | | [ 4 ] [ 5 ] [ 6 ] [ 7 ] [ 8 ] |
| |                         |                 |                 |              | |                               |
| Fight Club 2 #2 | 24 de junho de 2015     | Chuck Palahniuk | Cameron Stewart | Dave Stewart | David Mack Francesco Francavilla (variant) David Mack (ultra variante) | [ 9 ]                         |
| O corpo nos destroços queimados da casa de Sebastian e Marla acaba sendo um estranho (um novo recruta para o Projeto Mayhem que, em troca de Tyler financiar sua educação universitária, tinha que estar no top cinco por cento de sua classe se não tivesse perdido sua vida para Tyler). Além disso, revela-se que o psiquiatra de Sebastian está na folha de pagamento de Tyler e liberou Tyler por uma hora, três vezes por semana, por dez anos antes de Marla libertá-lo permanentemente. Naquele tempo, Tyler criava o "Rize or Die" que agrupou e transformou o Clube de Luta em um grupo terrorista completo, responsável pela guerra em todo o mundo. Enquanto isso, É revelado a Marla que o pai de Sebastian foi morto em um incêndio similar em uma casa, que financiou Sebastian através da faculdade. Sebastian começa a suspeitar que Tyler esteve ativo muito antes dos acontecimentos do romance e se propõe a visitar a casa da sua infância. |                         |                 |                 |              | | [ 9 ]                         |
| |                         |                 |                 |              | |                               |
| Fight Club 2 #3 | 22 de julho de 2015     | Chuck Palahniuk | Cameron Stewart | Dave Stewart | David Mack Cameron Stewart (variante) | [ 10 ]                        |
| Sebastian chega à sua casa de infância, que foi convertido em um centro de recrutamento para o novo grupo de Tyler: Project Chaos. Depois de um discurso do chefe do centro de recrutamento sobre como os homens perderam todos os seus modelos, devido ao feminismo, tornando impossível que os homens ocupem posições de poder sem ser acusado falsamente por mulheres vingativas, Tyler aparece e anuncia seu plano geral sobre o qual ele trabalha desde o final do primeiro livro. Tyler planeja a derrubada sistemática de todos os governos mundiais, através do filho de Sebastian; que ele planeja treinar e modelar em um líder semelhante a Alexandre o grande. Sebastian se recusa, mas não consegue impedir que Tyler apreenda controle sobre seu corpo. |                         |                 |                 |              | | [ 10 ]                        |
| |                         |                 |                 |              | |                               |
| Fight Club 2 #4 | 26 de agosto de 2015    | Chuck Palahniuk | Cameron Stewart | Dave Stewart | David Mack Anthony Palumbo (variante) | [ 11 ]                        |
| Depois que Tyler tenta estuprar Marla, Marla foge da cidade e descobre uma grande variedade de grupos "spin-off" do Clube de Luta, escrita criativa, visualização de filmes, bebidas recreativas, etc, surgiram, tudo inspirado por Tyler e "Fight Club". Com a ajuda de uma criança com progeria, Marla convence a fundação de "Magic Wand" para enfrentá-la nos recursos para matar ditadores do terceiro mundo e se dirige para o Oriente Médio para investigar o "Rize Or Die". No complexo, os laços entre ISIS e Project Mayhem são revelados quando um membro do Project Mayhem recebe sua atribuição como um homem-bomba suicida da ISIS, implicando que Tyler está atrás do ISIS como parte de seu desejo de desestabilizar o Oriente Médio como parte de seus planos de anarquia global. Sebastian (agora de volta ao controle sobre seu corpo) raspa a cabeça e atende a noite de luta do porão do Fight Club. No entanto, Os jovens garotos que compõem o Fight Club evitam Sebastian como sendo "muito velhos" e não são dignos de lutar contra eles. Isso muda no entanto, quando Sebastian é chamado por Angel Face; um ex-membro do Clube da Luta original, que é era bonito, foi completamente apagado por dez anos de constantes combates. Embora Angel Face inicialmente domine Sebastian, Sebastian finalmente supera Angel Face e o derrota. |                         |                 |                 |              | | [ 11 ]                        |
| |                         |                 |                 |              | |                               |
| Fight Club 2 #5 | 23 de setembro de 2015  | Chuck Palahniuk | Cameron Stewart | Dave Stewart | David Mack Steve Morris (variante) | [ 12 ]                        |
| Tyler assume o controle sobre o corpo de Sebastian depois de bater em Angel Face, que Tyler então assassinou por quebrar uma nova regra do Clube de Luta, Tyler, estabeleceu: os membros estão proibidos de atacar Tyler no rosto durante qualquer luta, devido à crescente vaidade de Tyler em relação à sua aparência. Tyler então visita seu filho em uma mansão cheia de obras de arte inestimáveis que Tyler roubou para sua coleção particular, como Tyler contempla "matar" Sebastian. Sebastian e vários outros membros do Project Mayhem, carregados com drogas e diluente de sangue, são enviados para destruir obras de arte que Tyler não gosta, pulverizando elas com seu próprio sangue através da separação de uma grande artéria em seus braços. Enquanto isso Marla e sua aliada, que revela-se ser uma mulher anã idosa que finge ser uma criança que sofre de progeria por atenção, são confrontados por mulheres mercenárias que trabalham para Rize Or Die no Oriente Médio e aparentemente são explodidos por ataque de mísseis ordenados pelos mercenários. |                         |                 |                 |              | | [ 12 ]                        |
| |                         |                 |                 |              | |                               |
| Fight Club 2 #6 | 28 de outubro de 2015   | Chuck Palahniuk | Cameron Stewart | Dave Stewart | David Mack Duncan Fegredo (variante) | [ 13 ]                        |
| Sebastian tem um encontro inexplicável com seu filho. Marla e seu grupo pesquisam as zonas de conflito do mundo. Tyler, com medo de que Sebastian esteja descobrindo demais, muito rápido, envia-o para uma tarefa sangrenta de lição de casa de que ele nunca esperará sobreviver. |                         |                 |                 |              | | [ 13 ]                        |
| |                         |                 |                 |              | |                               |
| Fight Club 2 #7 | 25 de novembro de 2015  | Chuck Palahniuk | Cameron Stewart | Dave Stewart | David Mack Duncan Fegredo (variante) | [ 14 ]                        |
| Para sobreviver, Sebastian deve fingir ser Tyler. Se ele pode entrar no esconderijo de Tyler, ele pode resgatar seu filho. Mas quando ele diz que sua esposa está morta, Ele está desolado, e Tyler, sempre perturbador, insiste que o Dr. Wrong é o verdadeiro autor intelectual que planeja matar todos eles e apoderar-se do mundo. Não há ninguém em quem Sebastian possa confiar? |                         |                 |                 |              | | [ 14 ]                        |
| |                         |                 |                 |              | |                               |
| Fight Club 2 #8 | 23 de dezembro de 2015  | Chuck Palahniuk | Cameron Stewart | Dave Stewart | David Mack Steve Morris (variante) Michael Oeming (variante) | [ 15 ]                        |
| Marla e seu crescente exército de crianças soldados seguem seu filho para uma fortaleza da montanha. Tyler leva Sebastian em uma turnê de sonhos para explicar a história humana e o novo futuro que Rize ou Die planejou. Sebastian, ao que parece, é apenas o último homem em muitas gerações a ter sua vida dirigida e destruída por Tyler. Os escritores de Write Klub não ajudam em nada. |                         |                 |                 |              | | [ 15 ]                        |
| |                         |                 |                 |              | |                               |
| Fight Club 2 #9 | 24 de fevereiro de 2016 | Chuck Palahniuk | Cameron Stewart | Dave Stewart | David Mack Bill Sienkiewicz (variante) Jonathan Case (variante) | [ 16 ]                        |
| Os minions de Tyler guardam todos os tesouros do mundo antes de desencadear o Armagedon - ou como eles chamam, o Gambito da Tranquilidade. Sebastian é forçado a combater seu próprio filho, enquanto ele e Marla reavivam seu amor. Mas uma vez que sua família está reunida, todos são enterrados vivos em uma enorme caverna de sal! As coisas parecem sombrias para todos. |                         |                 |                 |              | | [ 16 ]                        |
| |                         |                 |                 |              | |                               |
| Fight Club 2 #10 | 30 de março de 2016     | Chuck Palahniuk | Cameron Stewart | Dave Stewart | David Mack Steve Morris (variante) Tyler Crook (variante) | [ 17 ]                        |
| A série de quadrinhos mais esperada do ano termina na maior maneira possível - o mundo inteiro queima de acordo com o plano de Tyler, e um novo que ele nunca antecipou é concebido. Os mansos herdam a Terra, e um confronto final prova que, finalmente, Roland Barthes está certo! |                         |                 |                 |              | | [ 17 ]                        |

### Coleção
| Formato   | Coleção            | Publicação                                                       | ISBN               |
| --------- | ------------------ | ---------------------------------------------------------------- | ------------------ |
| Capa dura | Fight Club 2 #1–10 | 18 de maio de 2016 (Lojas de HQs) 31 de maio de 2016 (Livrarias) | ISBN 9781616559458 |